# Världens dramatiska historia
Världens dramatiska historia är en serie kortfattade översiktsverk över historiska företeelser, händelser och personer runt om i världen. Seriens syfte är att på ett enkelt och lättbegripligt sätt nå ut med historiska berättelser för en bredare allmänhet. Bokserien utges av förlaget Historiska media sedan 2019 och bland författarna finns bland andra historieprofessorerna Dick Harrison och Ulf Zander, historikern Olle Larsson, skribenten och TV-författaren Tomas Blom, journalisten Daniel Rydén med flera. Parallellt med denna producerar Historiska Media även en annan bokserie, Sveriges dramatiska historia, med fokus på Sveriges historia.

## Lista över böcker utgivna 2019-2025[4]
| Nr   | Titel                                                  | Ämne                                             | Författare                  |
| 2019 | 2019                                                   | 2019                                             | 2019                        |
| ---- | ------------------------------------------------------ | ------------------------------------------------ | --------------------------- |
| 1    | Digerdöden                                             | Digerdöden                                       | Dick Harrison               |
| 2    | Trettioåriga kriget                                    | Trettioåriga kriget                              | Dick Harrison               |
| 3    | Brittiska imperiet: uppgång och fall                   | Brittiska imperiet                               | Dick Harrison               |
| 4    | Vikingarnas historia                                   | Vikingarna                                       | Dick Harrison               |
| 5    | Atlantis och andra myter                               | Atlantis m.fl,                                   | Dick Harrison               |
| 6    | Nordiska korståg                                       | Nordiska korståg                                 | Dick Harrison               |
| 2020 |                                                        |                                                  |                             |
| 7    | Franska revolutionen                                   | Franska revolutionen                             | Dick Harrison               |
| 8    | Kättarna: de kristna rebellerna                        | Kätteri                                          | Dick Harrison               |
| 9    | Hundraårskriget                                        | Hundraårskriget                                  | Dick Harrison               |
| 10   | Titanic: den osänkbara drömmen                         | RMS Titanic                                      | Tomas Blom                  |
| 11   | Första världskriget                                    | Första världskriget                              | Dick Harrison               |
| 12   | Kampen om Romarriket                                   | Romerska senrepubliken                           | Eva Queckfeldt              |
| 13   | Dracula: myt och verklighet                            | Vlad III Dracula                                 | Katarina Harrison Lindbergh |
| 14   | Kalla kriget                                           | Kalla kriget                                     | Dick Harrison               |
| 2021 |                                                        |                                                  |                             |
| 15   | Opiumkrigen                                            | Opiumkrigen                                      | Bertil Lintner              |
| 16   | Tutankhamon                                            | Tutankhamon                                      | Dick Harrison               |
| 17   | Gangsterväldet                                         | Amerikanska gangsterkrig                         | Dick Harrison               |
| 18   | Häxprocesserna                                         | Häxprocessserna                                  | Dick Harrison               |
| 19   | Slaveriet i Sydstaterna                                | Slaveri i USA                                    | Dick Harrison               |
| 20   | Sjöröveri och slaveri i Medelhavet                     | Sjöröveri och slaveri i Medelhavet               | Dick Harrison               |
| 21   | Karl den store                                         | Karl den store                                   | Dick Harrison               |
| 22   | Bletchley Park: kodernas krig                          | Underrättelseverksamhet under andra världskriget | Andreas Marklund            |
| 23   | Jesus                                                  | Jesus                                            | Dick Harrison               |
| 24   | Augustus: den förste kejsaren                          | Augustus                                         | Eva Queckfeldt              |
| 25   | Nazismen                                               | Nazismen                                         | Dick Harrison               |
| 26   | Vilda västern: myt och verklighet                      | Vilda västern                                    | Olle Bergman                |
| 27   | Baader-Meinhof : terrorismens årtionde                 | Baader-Meinhof                                   | Jens Nordqvist              |
| 28   | Skotten i Sarajevo: upptakten till första världskriget | Skotten i Sarajevo                               | Andreas Marklund            |
| 29   | Civilisationens uppkomst                               | Förhistorisk tid                                 | Dick Harrison               |
| 2022 |                                                        |                                                  |                             |
| 30   | Conquistadorerna: de första koloniala imperierna       | Conquistadorerna                                 | Dick Harrison               |
| 31   | Andra världskriget                                     | Andra världskriget                               | Dick Harrison               |
| 32   | Röda khmererna: Pol Pots revolution i Kambodja         | Röda khmererna                                   | Peter Fröberg Idling        |
| 33   | Kampen om Afrika: den europeiska koloniseringen        | Kapplöpningen om Afrika                          | Andreas Karlsson            |
| 34   | Dreyfusaffären: historiens största rättsskandal        | Dreyfusaffären                                   | Andreas Marklund            |
| 35   | D-dagen: den 6 juni 1944                               | Landstigningen i Normandie                       | Hugo Nordland               |
| 36   | Världens sju underverk                                 | Världens sju underverk                           | Dick Harrison               |
| 37   | 1066: Slaget vid Hastings                              | Slaget vid Hastings                              | Dick Harrison               |
| 38   | Ku Klux klan och dess arvtagare                        | Ku Klux Klan                                     | Tomas Blom                  |
| 39   | Josef Stalin: en historia om terror och förtryck       | Josef Stalin                                     | Dick Harrison               |
| 2023 |                                                        |                                                  |                             |
| 40   | Mao Zedong och det kommunistiska Kina                  | Mao Zedong                                       | Hans Hägerdal               |
| 41   | Tjernobylkatastrofen                                   | Tjernobylolyckan                                 | Simon Olsson                |
| 42   | Apartheid                                              | Apartheid                                        | Andreas Karlsson            |
| 43   | Kampen om rymden                                       | Rymdkapplöpningen                                | Björn Lundberg              |
| 44   | Berlinmurens fall                                      | Berlinmurens fall                                | Olle Larsson                |
| 45   | Syskonen Scholl och motståndet mot nazismen            | Motståndsrörelser i Nazityskland                 | Daniel Rydén                |
| 46   | Ungernrevolten                                         | Ungernrevolten                                   | Artur Szulc                 |
| 47   | Korstågen: heliga krig i Främre Orienten               | Korstågen                                        | Dick Harrison               |
| 48   | Operation Barbarossa                                   | Operation Barbarossa                             | Lars Ericson Wolke          |
| 49   | Bombkriget 1939-45                                     | Bombkriget under Andra världskriget              | Ulf Zander                  |
| 50   | Katarina den stora: Rysslands upplysta despot          | Katarina II av Ryssland                          | Tomas Blom                  |
| 51   | Stasi: Östtysklands hemliga polis                      | Ministeriet för statssäkerhet                    | Daniel Rydén                |
| 2024 |                                                        |                                                  |                             |
| 52   | Muhammed                                               | Muhammed                                         | Klas Grinell                |
| 53   | Weimarrepubliken: Tyskland mellan två världskrig       | Weimarrepubliken                                 | Olle Larsson                |
| 54   | Peter den store                                        | Peter den store                                  | Tomas Blom                  |
| 55   | Sidenvägen                                             | Sidenvägen                                       | Ingemar Ottosson            |
| 56   | Olympiska spelen: De första tusen åren                 | Antika olympiska spelen                          | Allan Klynne                |
| 57   | Osmanska riket                                         | Osmanska riket                                   | Dick Harrison               |
| 58   | Attentaten mot Hitler                                  | Adolf Hitler                                     | Ulf Zander                  |
| 59   | Napoleon                                               | Napoleon I                                       | Tomas Blom                  |
| 60   | Suezkrisen                                             | Suezkrisen                                       | Klas Grinell                |
| 2025 |                                                        |                                                  |                             |
| 61   | Mordet på John F. Kennedy                              | Mordet på John F. Kennedy                        | Bengt Liljegren             |
| 62   | Industriella revolutionen                              | Industriella revolutionen                        | Dick Harrison               |
| 63   | Hitlers död: Tredje rikets undergång                   | Det tredje rikets fall                           | Olle Larsson                |
| 64   | Shogun: Generalerna som ledde Japan                    | Shogun                                           | Ingemar Ottosson            |
| 65   | Egyptens pyramider                                     | Pyramiderna i Egypten                            | Dick Harrison               |
| 66   | Martin Luther: Den ofrivillige rebellen                | Martin Luther                                    | Tomas Blom                  |
| 67   | Hiroshima och Nagasaki: Atombomberna 1945              | Atombomberna över Hiroshima och Nagasaki         | Ingemar Ottosson            |

## Lista över planerad utgivning[72]
| Nr | Titel     | Ämne      | Författare    |
| -- | --------- | --------- | ------------- |
| 68 | Fascismen | Fascismen | Dick Harrison |